# Michail Wassiljewitsch Nesterow

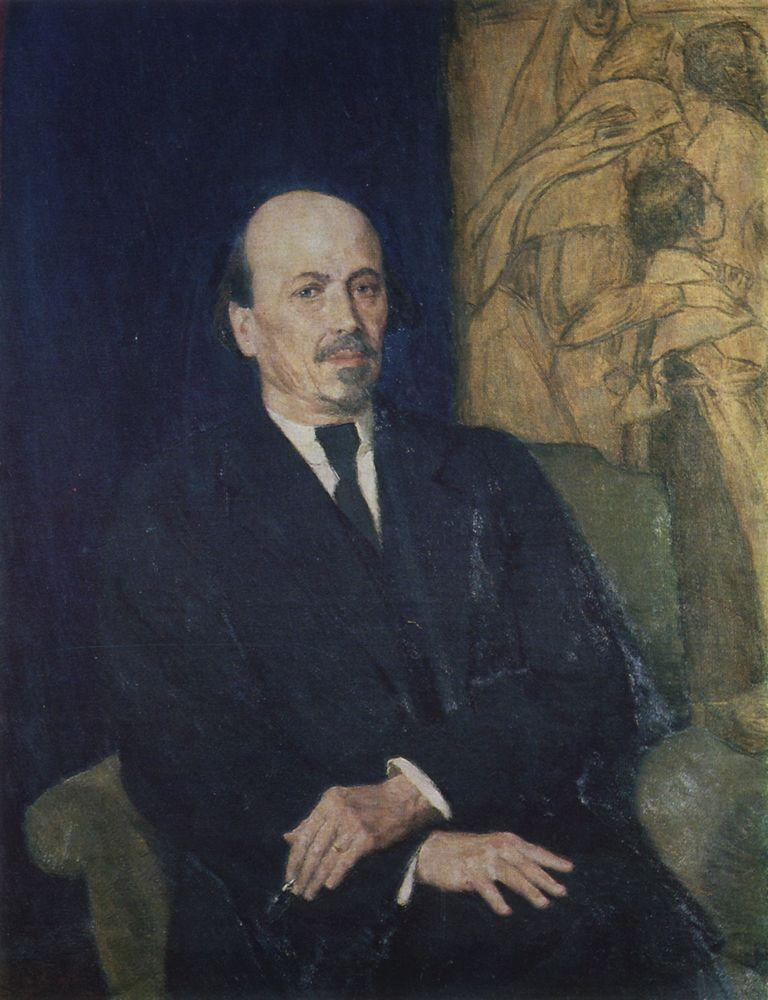
Michail Nesterow. Ein Porträt von Wiktor Wasnezow (1926)

Michail Wassiljewitsch Nesterow (russisch Михаил Васильевич Нестеров, wiss. Transliteration Michail Vasil'evič Nesterov; * 19. Maijul. / 31. Mai 1862greg. in Ufa; † 18. Oktober 1942 in Moskau) war ein russischer Maler und ein Mitglied der Peredwischniki. Er war ein bedeutender Vertreter des religiösen Symbolismus in der russischen Malerei.
Aufgewachsen in der gebildeten Familie eines Kaufmannes, betätigte er sich bereits während des Besuchs des Gymnasiums in Ufa mit der Malerei. Nach Abschluss des Gymnasiums 1874 ging er nach Moskau, zunächst um eine Allgemeine Hochschule zu besuchen. In der Zeit von 1877 bis 1881 sowie in den Jahren 1884 bis 1886 studierte er an der Moskauer Hochschule für Malerei, Bildhauerei und Architektur. Hier war er u. a. Schüler von Wassili Grigorjewitsch Perow, Alexei Kondratjewitsch Sawrassow sowie Illarion Michailowitsch Prjanischnikow.  In der Zeit von 1881 bis 1884 studierte er an der Petersburger Kunstakademie; hier bei Pawel Petrowitsch Tschistjakow.
Seit 1889 beteiligte er sich an den Aktivitäten der Peredwischniki, bevor er im Jahr 1896 selbst Mitglied dieser Bewegung wurde. In der Anfangszeit wurde er vor allem als Landschaftsmaler bekannt. Im Laufe der Zeit widmete er sich jedoch zunehmend religiösen Motiven in seinen Werken, was zu Konflikten mit den Peredwischniki führte. In der Zeit von 1890 bis 1910 lebte und arbeitete Nesterow vorrangig in Kiew und Sankt Petersburg. In diese Zeit fiel die Gestaltung der Fresken der Kiewer Wladimirkathedrale sowie der Mosaiken der Auferstehungskirche in Sankt Petersburg. Weiterhin befasste er sich mit der Ikonenmalerei.
Nach der Oktoberrevolution schuf Nesterow hauptsächlich Porträts. So porträtierte er eine ganze Reihe von Persönlichkeiten aus Kultur und Wissenschaft. Nesterow verstarb 1942 in Moskau. Sein Grab befindet sich auf dem Novodevitshi-Friedhof.
Die meisten seiner Werke sind heute im Russischen Museum sowie in der Tretjakow-Galerie zu sehen; einige befinden sich in Privatbesitz.

## Werke (Auswahl)
- Die Braut Christi. (1897)
- Der Einsiedler (Пустынник). (1889)
- Die Vision des Knaben Bartholomäus (Видение отроку Варфоломею). (1889)
- Das Glockengeläut (Под благовест). (1895)
- Auf den Bergen (На горах). (1896)
- Die Werke des Heiligen Sergej (Труды преподобного Сергия). (1896)
- Die Jugend des Heiligen Sergej (Юность преподобного Сергия). (1897)
- Die große Nonnenweihe (Великий постриг). (1897)
- Porträt-Studie des jungen Gorki. (1901)
- Porträt von E. P. Nesterowa (Е. П. Нестерова). (1905)
- Jenseits der Wolga. (1905)
- Heiliges Russland (Святая Русь). (1906)
- Herbstlandschaft. (1906)
- Philosophen (Философы). (1917)
- Porträt I. P. Pawlows. (1935)
- Herbst auf dem Dorfe (Осень в деревне). (1942)